# Портвілл (Нью-Йорк)
Портвілл (англ. Portville) — місто (англ. town) в США, в окрузі Каттарогус штату Нью-Йорк. Населення — 3504 особи (2020).

## Демографія
Згідно з переписом 2010 року, у місті мешкало 3730 осіб у 1532 домогосподарствах у складі 1056 родин. Було 1729 помешкань
Расовий склад населення:
| - 97,2 % — білих - 0,9 % — чорних або афроамериканців - 0,3 % — корінних американців - 0,2 % — азіатів |

До двох чи більше рас належало 1,4 %. Частка іспаномовних становила 1,2 % від усіх жителів.
За віковим діапазоном населення розподілялося таким чином: 23,0 % — особи молодші 18 років, 60,4 % — особи у віці 18—64 років, 16,6 % — особи у віці 65 років та старші. Медіана віку мешканця становила 43,1 року. На 100 осіб жіночої статі у місті припадало 94,9 чоловіків;  на 100 жінок у віці від 18 років та старших — 91,2 чоловіків також старших 18 років.
Середній дохід на одне домашнє господарство  становив 75 486 доларів США (медіана — 63 411), а середній дохід на одну сім'ю — 86 280 доларів (медіана — 73 731). Медіана доходів становила 52 148 доларів для чоловіків та 39 129 доларів для жінок. За межею бідності перебувало 7,6 % осіб, у тому числі 13,8 % дітей у віці до 18 років та 8,4 % осіб у віці 65 років та старших.
Цивільне працевлаштоване населення становило 1731 особа. Основні галузі зайнятості: освіта, охорона здоров'я та соціальна допомога — 29,6 %, виробництво — 18,1 %, роздрібна торгівля — 14,3 %.